# Open Spectrum
Con Spettro Libero o Open Spectrum si intende il progetto di totale deregolamentazione dell'etere (o di una parte estesa delle frequenze) con possibilità di trasmissione per qualsiasi soggetto (anche privati cittadini) senza bisogno di autorizzazione (oggi chiesta ai radioamatori).

## Descrizione
La trasmissione avverrebbe tramite una rete di microprocessori o antenne intelligenti, dette radio cognitive, che ripetono il segnale su una frequenza esplorata e rilevata libera da altri segnali e pulita da interferenze localmente (variandola da un'antenna all'altra) veicolando radio, internet, fonia fissa e mobile, tv digitale terrestre e satellitare in un unico segnale digitalizzato che viene interpretato e ricomposto grazie alle informazioni digitali contenute nel flusso trasmesso su emittente, numero di pacchetto, protocollo usato (non tramite informazioni analogiche ossia la frequenza trasmessa che varia in continuazione e non individua più l'emittente di un segnale). Si realizza la convergenza di tutti i mezzi di comunicazione, e fra traffico voce e traffico dati, in un unico flusso convoluzionale.
La sicurezza, integrità e privacy dei dati trasmessi sarebbero garantite da meccanismi intrinseci all'informazione, ossia dalla crittografia. In mancanza di frequenze pulite da interferenze, che non siano altri segnali già trasmessi, la trasmissione avviene ugualmente: il terminale ricevente se è digitale, ha la tecnologia per depurare ogni rumore, per cui le interferenze di fatto non sono un problema. Ciò supererebbe l'attuale necessità di dare più frequenze allo stesso canale radio e tv e lasciarne parecchie vuote tra uno e l'altro, consentendo un uso di tutto lo spettro di frequenze, e degli spazi di trasmissione teoricamente illimitati, per un ampio numero di canali radio e tv emittenti. E soprattutto di dotare ogni cittadino di banda larga liberamente utilizzabile.
È anche un movimento d'opinione partito dagli Stati Uniti. Un famoso sostenitore dello spettro libero è Lawrence Lessig fondatore di Creative Commons.
«Open Spectrum è l'idea che una parte dello spettro radio sia resa disponibile a chiunque. La prima iniziativa Open Spectrum ci ha donato il WiFi e tutti i frutti di questa incredibile innovazione. Minor regolamentazioni e controlli dello spettro porteranno a mercati per dispositivi più grandi e vivaci. »
(Lawrence Lessig)
Il Wi-Fi si differenzia dal Wi-Max, perché è nato e funziona bene per connessioni fra terminali a piccola distanza, mentre l'Open Spectrum ha anche un'ambizione molto più vasta. Un'ipotesi di connessione globale può essere quella di una mirìade di collegamenti punto-punto a banda larga liberi, anonimi e gratuiti fra due terminali a breve distanza tra loro (come in teoria è il Wi-Fi), che rilanciano la connessione verso altri più distanti e finiscono per formare un fittissimo network. Un tipo di rete informatica così fatto rischia di essere inefficiente e di una complessità ingestibile, laddove a parità di banda impiegata si potrebbe ridurre il numero di collegamenti punto-punto e migliorare la qualità di connessione (percentuale di connessioni fallite, tempo di latenza, velocità, assenza di interferenze).
L'Open Spectrum recepisce un'idea-chiave della progettazione di qualsiasi sistema informatico, sia hardware che software, la separazione dei tre livelli di progettazione: concettuale, logica e fisica. I terminali di qualsiasi natura hanno in qualsiasi momento (always on) e luogo la possibilità di connessioni di tipo voce e dati, anche multiple, libere e a banda larga, gratuite o comunque a un costo molto accessibile. La gestione fisica delle rete è "separata" e indipendente dagli utenti, locale e distribuita, completamente automatica fra antenne e altri dispositivi "intelligenti", che modulano il segnale in funzione delle condizioni ambientali e di rete richieste e disponibili. Nessun attore umano modifica localmente o a distanza i parametri dell'hardware e software di gestione fisica della rete.
Per l'assenza di un punto in cui converge fisicamente tutto il traffico, ovvero dal quale comunque è possibile vedere intervenire a livello centrale sullo stesso, l'architettura di rete si differenzia quindi in modo sostanziale da Internet, "governabile" a livello centrale dall'ICANN (local as view, vista globale su dati locali, presenti altrove), o dal traffico voce e dati degli operatori di fonia mobile che prevede a livello nazionale un punto in cui si incrociano i traffici della rete dei vari operatori (global as view, vista locale su dati globali), e la possibilità di un controllo e intervento centralizzato all'interno di ogni rete. Oltre a non poter intervenire sulla singola connessione (terminali e contenuto/percorso fisico dei pacchetti scambiati), non è previsto un controllo a distanza dei nodi di rete intermedi.
I costi del progetto non sono eccessivi e sono facilmente recuperabili. L'iniziale incremento dei prezzi sarà velocemente rimpiazzato da un grande decremento dei costi per le imprese, utenti finali e governo. L'Open Spectrum consentirà un accesso illimitato e connessioni semplici tra tutti creando un nuovo mercato di valore inestimabile. Sulla creazione di queste reti non è ancora molto chiara la normativa italiana: fino al 2001 il riferimento legislativo per l'utilizzo delle apparecchiature operanti nelle bande di frequenza da comunemente dette a banda 2.4 GHz e a banda 5 GHz, utilizzate per la trasmissione wireless LAN, era dato dal DPR 447 del 5 ottobre 2001, che consentiva l'utilizzo di dispositivi di WLAN che operano sulle bande di frequenza appositamente assegnate, senza più la necessità di richiedere alcuna concessione.
Il quadro regolamentare definitivo per l'utilizzo della tecnologia Wi-Fi in ambito pubblico è dato però dal cosiddetto decreto gasparri del 28 maggio 2003, che regola le condizioni per il rilascio delle autorizzazioni generali per la fornitura al pubblico dell'accesso Radio-LAN alle reti ed ai servizi di telecomunicazioni. La delibera dell'Autorità per le Garanzie nelle Comunicazioni (num. 102/03/CONS) precisa che non è necessario disporre di licenza o autorizzazione per l'erogazione di servizi di connettività di rete nel caso l'attività commerciale non abbia come oggetto sociale principale l'attività di telecomunicazioni (es. bar, alberghi, centri commerciali).
Con il decreto "Misure urgenti per il contrasto del terrorismo internazionale", noto come decreto Pisanu, del 27 luglio 2005, modificato con la legge 31 luglio 2005, n 155 Archiviato il 9 febbraio 2010 in Internet Archive.) alcune delle norme citate precedentemente sono state variate. Il decreto del Ministero delle Comunicazioni (decreto Landolfi) liberalizza l'erogazione di servizi Wi-Fi nel territorio nazionale, modificando il precedente decreto Gasparri 28 maggio 2003.
1. L'articolo 1 liberalizza il servizio su tutto il territorio nazionale, eliminando l'obbligo di fornire il servizio in aree a frequentazione pubblica o locali aperti al pubblico.
2. L'articolo 2 obbliga i soggetti autorizzati a consentire l'accesso indipendentemente dalla tecnologia utilizzati, favorendo di fatto gli accordi di roaming tra operatori diversi.
3. Inoltre questo articolo si introduce il cosiddetto "Diritto d'antenna": l'installazione di
apparati e antenne deve essere garantita a condizioni "eque, trasparenti e non discriminatorie". Non ci potranno essere quindi installazioni di apparati in esclusiva per alcuni operatori.
4. L'articolo 3 indica in 60 giorni il termine della sperimentazione per i soggetti che stanno già fornendo un servizio in maniera sperimentale.
5. L'articolo 4, riprendendo il decreto legislativo 1º agosto 2003 n. 259, mantiene il regime di autorizzazione generale per i soggetti che vogliono fornire servizi radiolan. Tale autorizzazione è da richiedere alla Direzione generale per i servizi di comunicazione elettronica e radiodiffusione del Ministero delle Comunicazioni.
Con la legge di conversione n. 10/2011 del decreto Milleproroghe N. 225/2010. pubblicate sul supplemento ordinario n. 53 alla G.U. n.47 del 26/02/2011 , viene definita la nuova normativa per la fornitura di accesso ad internet pubblico tramite wifi. Per quanto riguarda i provider i contratti ADSL non vietano di condividere banda e relative spese con un ponte radio tramite antenne paraboliche in linea retta col tetto di un'altra abitazione privata. È vietato trarne profitto, addebitare all'utente collegato un costo uguale o superiore al canone pagato al provider dal titolare dell'abbonamento.
Tecnicamente esistono in commercio schede wireless esterne per portatili, non proprietarie di qualche gestore in particolare. Queste non hanno abbastanza guadagno/potenza emissiva, di solito già a 40-50 metri perdono il segnale.
Per collegamenti che devono reggere distanze maggiori, occorrono degli access point, opportunamente settati permettono di avere una infrastruttura di rete wireless molto veloce oltre che flessibile (ad esempio, i WRT54G della Linksys).
Una collezione di nuove tecnologie sta prendendo piede riguardo allo spettro senza licenze incluse le tecnologie Wi-Fi, Ultra Wide Band, Espansione di spettro, software defined radio (SDR), cognitive radio e Wireless mesh network.